# Estádio da Chácara dos Eucaliptos
O Estádio da Chácara dos Eucaliptos foi um estádio brasileiro de futebol, localizado no bairro Menino Deus, na cidade de Porto Alegre, no estado do Rio Grande do Sul. Era o local de realização dos jogos do Sport Club Internacional e foi o primeiro estádio do clube.
O terreno pertencia ao Asilo Providência e foi alugado ao Internacional entre 1912 e 1928. Apresentava uma cerca de tábuas e um portão de madeira firmado em colunas de alvenaria, parapeitos, vestiários com cobertura de zinco e chuveiros, arquibancadas de madeira, construídas nos próprios eucaliptos, que firmavam a sua estrutura.
Em 1928, o Asilo Providência não aceitou mais alugar o terreno e decidiu vende-lo por 40 mil contos de réis, dando preferência de compra ao clube. Porém, como o preço era considerado alto para as finanças do clube, a oferta foi recusada pelo Internacional, que só passou a ter estádio próprio em 1931, com a inauguração do Estádio dos Eucaliptos.